# تایسن وال
تایسن وال (انگلیسی: Tyson Wahl؛ زادهٔ ۲۳ فوریهٔ ۱۹۸۴) یک بازیکن فوتبال است.